# 정고

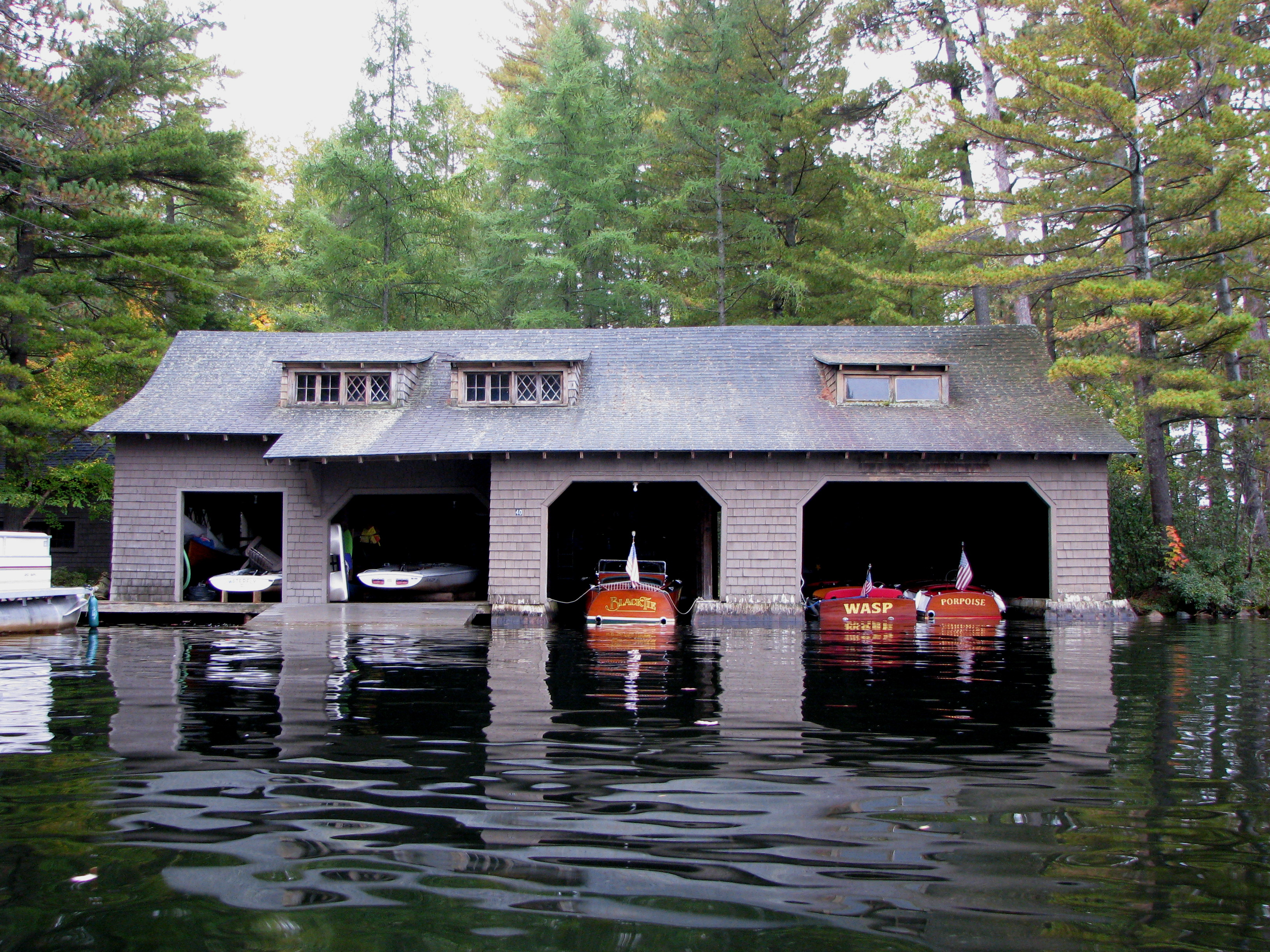

정고(艇庫, boathouse)는 보트를 격납하기 위한 건물이다. 어로나 여가의 목적으로, 뭍과 물에 걸치게 만들어진다.

## 같이 보기
- 호상 가옥